# La Vie en rose
Pour les articles homonymes, voir La Vie en rose (homonymie).
Clip vidéo
[vidéo] « La vie en rose - Édith Piaf - film Neuf garçons un coeur (1948) », sur YouTube
[vidéo] « La vie en rose - Louis Armstrong (live 1959) », sur YouTube
[vidéo] « La vie en rose - Audrey Hepburn à Humphrey Bogart - film Sabrina (1959) », sur YouTube
La Vie en rose est une chanson de l'auteure-interprète Édith Piaf, sur une musique de son pianiste-compositeur Louiguy,. Elle l’enregistre le 9 octobre 1946 chez Columbia Records, avec l'orchestre de Guy Luypaerts, et dans le film Neuf Garçons, un cœur, de 1948. Un des nombreux succès internationaux emblématiques de son répertoire, et de la chanson française. 

## Histoire
« C'est le 12 octobre 1944 qu'est née La Vie en rose » se souvient Louiguy (Louis Guglielmi, pianiste-compositeur-accompagnateur d'Édith Piaf) le jour du baptême de sa fille Jeanine, dont Édith Piaf était la marraine[réf. incomplète]. La chanson se concrétise l'année suivante : une des amies de Piaf, Marianne Michel, lui demande en 1945 à la terrasse d'un café parisien d'écrire un morceau et lui donne les premières notes et les premiers mots écrits sur un bout de papier. Piaf, qui entretient à cette date une relation amoureuse avec Yves Montand, lui offre l'original de cette ébauche, la toute première version de la chanson (comportant encore des mots de la langue parlée et les fautes d'orthographe) :
Mais s'il me prends [sic] dans ses bras
Qu'il me parle tout bas
Moi j'vois des trucs en rose
Il me dit des mots d'amour
Des mots de tout [sic] les jours
Mais ça m'fait quelques [sic] chose
Marianne Michel fait remplacer « des trucs » par « la vie ». Le parolier Henri Contet lui suggère de travailler la cause et l'effet transformant « Mais s'il me prends [sic] dans ses bras (...) Moi j'vois des trucs en rose » en « Quand il me prend dans ses bras (…) Je vois la vie en rose ». Édith Piaf a une idée de mélodie en tête mais ne parvient pas, avec son amie compositrice Marguerite Monnot, à un résultat satisfaisant. Elle travaille donc avec son accompagnateur depuis 1941, Louiguy. Ensemble, ils déclarent la chanson à la Sacem le 5 novembre 1945. C'est donc Louiguy qui a mis en musique ces couplets qui, sous un nouveau titre, sont devenus un succès mondial « Quand il me prend dans ses bras, qu'il me parle tout bas, je vois la vie en rose, il est entré dans mon cœur, une part de bonheur, dont je connais la cause… ».
Édith Piaf, déjà célèbre, ignore cette chanson plusieurs mois, puis la donne en primeur à Marianne Michel, qui la popularise dans les music-halls parisiens, avant de l'enregistrer le 18 novembre 1946 aux Odeon,, deux mois avant l'enregistrement d'Édith Piaf. 
Édith Piaf interprète alors cette chanson emblématique de son répertoire, notamment lors de sa tournée triomphale à New York de 1947, où elle vit la grande histoire d'amour de sa vie avec le boxeur Marcel Cerdan (champion du monde de boxe des poids moyens 1948, à qui elle dédie également son grand succès Hymne à l'amour de 1949, disparu tragiquement sur un vol Paris-New York cette même année), et au Copacabana de Manhattan à New York en 1949 en anglais pour la première fois sous le titre You're Too Dangerous, Chéri, qu'elle a offert au chanteur américain Buddy Clark en 1947. Elle est reprise dès 1948 par Gracie Fields sous le titre Take Me to Your Heart Again. La version anglaise de 1950, écrites par Mack David, devient la version définitive, enregistrée entre autres par Édith Piaf et Louis Armstrong.
En 1954, elle l'interprète en direct pendant l'émission La Joie de vivre de la RTF, puis en 1956 et 1957 lors de son concert triomphal au Carnegie Hall de Manhattan à New York. Lors de ses représentations à l'étranger, la chanteuse interprète la deuxième partie de la chanson en anglais. En 1958, elle la chante également en espagnol dans le film Música de siempre (en).
C'est sous ce titre que l'adaptation du film La Môme de 2007 (avec Marion Cotillard dans le rôle de d'Édith Piaf) est diffusé dans plusieurs pays dont le Canada.

## Version de Grace Jones
Singles de Grace Jones
Sorry
(1976) Do or Die
(1978)
La chanteuse jamaïcaine Grace Jones enregistre une reprise de La Vie en rose en 1977 pour son premier album studio Portfolio. Sorti en octobre 1977, il s'agit de son premier single (45 tours) chez Island Records après avoir signé avec le label (maison de disques).
La version single est considérablement plus courte que la version originelle parue sur l'album. La version de Grace Jones inspirée par la bossa nova est devenue son premier succès international et une chanson phare de son répertoire. Elle l'a ensuite interprétée dans le cadre de son spectacle A One Man Show en 1981, seul titre de sa période disco à être inclus dans le spectacle. En Espagne et au Mexique, le titre est intitulé La vida en rosa, bien qu'il ne s'agisse pas d'une version espagnole de la chanson. 
La reprise de La Vie en rose par G. Jones a été réédité plusieurs fois au début des années 1980 et a atteint la 12e place du top 40 britannique lorsqu'il a été réédité en 1985 sous la forme d'une double face A avec Pull Up to the Bumper. Le single a été certifié "or" en Italie.
Grace Jones a déclaré à propos de la chanson : « C'est une chanson très spéciale pour moi. Je pleure à chaque fois que je la chante. J'ai eu quelques amants français, alors chaque fois que je la chante, je pense à eux »,.

### Liste des chansons
| A. | La Vie en rose | 3:35 |
| B. | I Need a Man   | 3:22 |

### Crédits
- Grace Jones – chant
- Duke Williams – arrangements
- Tom Moulton – production

### Classements et certifications
| Classement (1977–83)                    | Meilleure position |
| --------------------------------------- | ------------------ |
| Belgique (Flandre Ultratop 50 Singles)  | 13                 |
| Belgique (Wallonie Ultratop 50 Singles) | 27                 |
| Canada (Top Singles)                    | 87                 |
| Canada (Dance/Urban)                    | 28                 |
| Espagne (AFYVE)                         | 20                 |
| États-Unis (Disco Action)               | 10                 |
| France (IFOP)                           | 14                 |
| Italie (Musica e dischi)                | 3                  |
| Pays-Bas (Nederlandse Top 40)           | 4                  |
| Pays-Bas (Nationale Hitparade)          | 4                  |
| Portugal (Billboard)                    | 10                 |
| Turquie (Hey Top 40)                    | 6                  |

| Classement (1978)        | Position |
| ------------------------ | -------- |
| Italie (Musica e dischi) | 19       |

| Classement (1983)             | Position |
| ----------------------------- | -------- |
| Pays-Bas (Nederlandse Top 40) | 63       |
| Pays-Bas (Single Top 100)     | 60       |

| Région                         | Certification | Ventes/Streams |
| ------------------------------ | ------------- | -------------- |
| Italie (FIMI)                  | Or            | 1 000 000      |
| *Ventes selon la certification |               |                |

## Autres reprises et adaptations
Ce standard international est repris et adapté par de nombreux interprètes, dont :
- Andrea Bocelli
- Afida Turner
- Aoi Teshima
- Africando, groupe de salsa africain
- Alys Robi l'interprète en 1944 au Canada
- Angélique Duruisseau
- Amália Rodrigues (1958)
- Amanda Lear
- Aretha Franklin
- Avalon Jazz Band
- Bing Crosby
- Bob Brozman
- Bola de Nieve
- Bruno Mars
- Chloé Guerin
- Céline Dion
- Cyndi Lauper
- Danny Chan (Hong Kong)
- Dalida (1965 et 1976)
- Dean Martin
- Diana Krall
- Diane Dufresne
- Donna Summer (1993)
- Émilie Simon
- Eva Lopez
- Harry James
- Plácido Domingo
- Isabelle Aubret
- In-Grid en 2004 sur l'album La vie en rose
- Iggy Pop, sur l'album Après (sorti en 2012). Iggy Pop s'inspire de la version de Louis Armstrong pour la musique, mais conserve les paroles françaises.
- Joséphine Baker (1968)
- Jacqueline François
- Joyeux de Cocotier
- Jean Sablon
- Julio Iglesias
- Khaled et Clémentine Célarié
- Lisa Ono (album Dans mon île, 2003)
- Louis Armstrong (sortie en 1950, et devenue un grand classique également)
- Lady Gaga lors du Cheek to Cheek Tour en 2015 ainsi qu'à l'occasion du 90ème anniversaire du crooner américain Tony Bennett, puis à l'occasion du film  A Star Is Born
- Marianne Michel (enregistré le 18 novembre 1946)
- Marlene Dietrich
- Melody Gardot
- Mary Hopkin
- Ute Lemper
- Mireille Mathieu (album Mireille Mathieu chante Piaf de 1993, 2003 et 2012).
- Michèle Torr
- Melissa Benoist
- Madonna lors du Rebel Heart Tour (2015 et 2016)
- Milva
- Madeleine Peyroux
- Nicole Martin (album Cocktail Lounge, 2012)
- Nancy Martinez (en)
- Nilla Pizzi en italien sous le titre La Vita è Rosa en 1948
- Odette Varenne
- Patricia Kaas
- Princess Erika
- Peter Kraus qui l'interprète en 1959 sous le titre Schau mich bitte nicht so an
- Renee Olstead
- Suarez (album On attend)
- Sacha Distel
- Thalía
- Thomas Dutronc (album Frenchy)
- Trio Esperança
- KT Tunstall
- Tokamadera avec Paola Belletti (chanteuse d'Hispánico Latino) (version bachata)
- Hikaru Utada
- Tikay feat. Shake (2009 : clip vidéo mettant en scène les rugbymen du Stade français nus)
- Tereza Késovija  2008 invitée au Congrès sur la diversité culturelle de Dubrovnik, a interprété La Vie en rose en cinq langues dont en croate, anglais, français, allemand et italien.
- Valérie Carpentier et Thomas Olivier lors de l'émission La Voix I - Québec
- Yves Montand
- Zaz

### En public
- Wafa Ghorbel, chanteuse et écrivaine tunisienne, l'a adaptée et interprétée en arabe tunisien, en 2018, d'abord dans le cadre de l'ouverture du Festival des Francophonies de Sousse, avec le Chœur Philharmonique de Nice, ensuite en duo avec le pianiste Mehdi Trabelsi, souvent en alternant arabe (tunisien) et français[33].

### Reprises instrumentales
- Chet Atkins
- Michael Bublé
- Richard Clayderman
- Kenny G
- Richard Galliano et Wynton Marsalis quintet, live in Marciac 2009
- Stéphane Grappelli
- Michel Legrand
- André Rieu
- Tony Glausi dans son EP My Favorite Tunes (sorti en 2020) [34]

## Cinéma, musique de film
La chanson fut aussi reprise pour la bande originale de nombreux films :
- 1948 : Neuf Garçons, un cœur (par Édith Piaf)
- 1950 : Le Grand Alibi
- 1954 : Sabrina (par Audrey Hepburn à Humphrey Bogart)
- 1975 : Flic Story (par Édith Piaf)
- 1994 : Prêt-à-porter (reprise de Grace Jones)
- 1995 : French Kiss (par Louis Armstrong)
- 1998 : La fille d'un soldat ne pleure jamais
- 1999 : Summer of Sam
- 1999 : Fight Club
- 2003 : Jeux d'enfants (par Édith Piaf)
- 2003 : Tout peut arriver
- 2004 : Modigliani (par Édith Piaf)
- 2005 : Lord of War
- 2006 : L'Immeuble Yacoubian
- 2007 : La Môme (par Édith Piaf)
- 2008 : WALL-E (par Louis Armstrong)
- 2011 : X-Men : Le Commencement.
- 2011 : Bienvenue à Monte-Carlo
- 2014 : Les Recettes du bonheur (par Madeleine Peyroux)
- 2014 : How I Met Your Mother, série télévisée (par Cristin Milioti au ukulélé)
- 2018 : A Star Is Born (par Lady Gaga)

## Apparition de la chanson dans des séries télévisées
- Dans l'épisode Souvenirs de Montmartre de la série télévisée Sydney Fox, l'aventurière, on voit dans un flashback la grand-mère de l'héroïne interpréter cette chanson au Moulin-Rouge en 1939, soit six ans avant son écriture.
- Dans la toute première adaptation télévisée de 1954 de Casino Royale (téléfilm), James Bond siffle l'air de La Vie en rose après avoir raccroché le téléphone à la réception.
- Dans la série Our Flag Means Death, dans l'épisode 6 de la saison 2 sorti le 19 octobre 2023. Interprété en Français par le personnage de Izzy Hands, joué par Con O'Neill.

## Dans la littérature
- Casino Royale : cette chanson retentit dans le club où se rendent James Bond et Vesper Lynd pour célébrer leur victoire contre Le Chiffre, juste avant l'enlèvement de la jeune femme. Cette même scène revient en mémoire de l'agent 007 dans Les diamants sont éternels, lorsqu'il rencontre Tiffany Case, au moment où il parcourt la liste de ses disques.
- Lawrence Ferlinghetti, A Far Rockaway of the Heart, 1997.
- La Vie en rose est omniprésente dans le livre jeunesse Tatoublié de A à Z, écrit par Rom Juan.

## Distinction
- 1998 : Grammy Hall of Fame Award[35]